# Robert de La Rochefoucauld
Le comte Robert Jean Marie de La Rochefoucauld, né le 16 septembre 1923 à Paris et mort le 8 mai 2012 à Ouzouer-sur-Trézée, est un résistant français de la Seconde Guerre mondiale.

## Biographie

### Entrée dans la Résistance
Petit-fils d'Artus de Maillé de la Tour-Landry, duc de Maillé, et de Carmen de Wendel, fils du comte Olivier de La Rochefoucauld, Robert de La Rochefoucauld a 16 ans à l'invasion allemande de mai 1940. Il ne supporte pas l'occupation de la France et se déclare ouvertement gaulliste. Dénoncé à la Gestapo, il est envoyé par ses parents se cacher à Paris où il décide à 18 ans de rejoindre le général de Gaulle. Il arrive à Perpignan en novembre 1942 et franchit la frontière espagnole grâce à une filière de la Résistance. Arrêté par la police franquiste, il est interné au camp de Miranda. Il se fait passer pour Anglais et est remis à l'ambassade britannique qui organise son évacuation. Arrivé à Londres, il veut s'engager dans les Forces françaises libres mais est sollicité par deux aviateurs anglais évadés avec lui de France, pour entrer dans la branche Action du Special Operations Executive (SOE). Reçu par de Gaulle à qui il fait part de son dilemme, il est encouragé à choisir le SOE : même allié avec le diable, c'est pour la France, allez-y.

### Avec le SOE
Recruté dans la R/F Section du colonel Maurice Buckmaster, Robert de La Rochefoucauld suit un long entraînement qui mettra en valeur ses qualités de commando et lui sera très utile par la suite. Il est parachuté en juillet 1943 dans le Morvan, alors qu'il n'a pas encore 20 ans, pour entraîner un maquis et saboter la centrale électrique d'Avallon qui alimente aussi une usine travaillant pour l'armée allemande. La centrale saute. En novembre, Robert de La Rochefoucauld est arrêté par la Gestapo. Il est conduit en camion à Auxerre, assis sur son cercueil, pour être exécuté. Arrivé dans la ville, il saute en marche du véhicule et fuit dans les rues sous les rafales. Profitant de la distraction du chauffeur d'une personnalité allemande, il s'empare de la voiture, portant le pavillon nazi, et arrive à gagner la campagne. Il force un barrage sous le feu, abandonne la voiture et arrive à Paris par le train. Il se rend à Amiens où il est pris en mains par le réseau Zephir du SOE. À Calais, un sous-marin l'attend et le ramène en Angleterre.
En mai 1944, Robert de La Rochefoucauld est parachuté en Gironde pour faire sauter la poudrerie de Saint-Médard-en-Jalles, gardée par les Allemands. Le maquis Bayard le fait embaucher comme ouvrier du chantier. La Rochefoucauld peut ainsi introduire ses explosifs un par un. La poudrière saute le 20 mai. La Rochefoucauld cherche à joindre à Bordeaux le chef régional du SOE, Aristide (Roger Landes). Il est arrêté par les Allemands et emprisonné pour interrogatoires au fort du Hâ. Simulant dans la nuit une crise d'épilepsie, il étrangle son gardien, dont il prend l'arme et l'uniforme, abat deux gardes en faction et peut de nouveau s'échapper. Il rejoint Aristide à Bordeaux puis poursuit la lutte au sein du réseau Charly.
Il continuera la guerre en Allemagne et restera ensuite dans l'armée, spécialisé dans les opérations de commando. Il formera ainsi des commandos pour l'Indochine et organisera des opérations parachutées dans le Sinaï pendant l'expédition de Suez en 1956.

### Le procès Papon
Robert de La Rochefoucauld témoigne en faveur de l'accusé au procès de Maurice Papon lors du procès de Bordeaux en février 1997. Il y rapporte que Maurice Papon était à l'été 1944 un relais de la Résistance.
Robert de La Rochefoucauld a laissé des mémoires de guerre. Il a été maire d'Ouzouer-sur-Trézée (Loiret) où il était exploitant forestier dans son domaine de Pont-Chevron. Il est mort à 88 ans et repose à Diors (Indre).

## Discordances dans le récit de R. de La Rochefoucauld
Cette section est partiellement ou en totalité issue de la section Discrepancies in La Rochefoucauld's account de l'article de Wikipedia en anglais intitulé Robert de La Rochefoucauld, dans sa version du 9 octobre 2014.
Ni Robert de La Rochefoucauld ni ses missions en France n'apparaissent dans l'histoire officielle du "SOE en France", publiée initialement en 1966. Étant donné la nature extraordinaire de son parcours pendant la guerre, il est également étonnant que d'autres récits notables et les mémoires d'anciens agents du SOE ne le mentionnent pas, et son nom reste à trouver dans les archives du SOE conservées aux National Archives (Royaume-Uni).
De plus, des évènements décrits dans l'autobiographie de La Rochefoucauld sont contredits par d'autres preuves. Par exemple, bien qu'il affirme avoir saboté le dépôt de munitions de Saint-Médard-en-Jalles en mai 1944, cette cible avait déjà été attaquée avec succès par le Royal Air Force Bomber Command trois semaines plus tôt, dans la nuit du 29 au 30 avril. Un récit dans The Times du 1er mai décrit les résultats exceptionnellement spectaculaires du raid et comment de "colossales" explosions ont été entendues une demi-heure après la fin des bombardements. Évaluant les résultats peu de temps après, un rapport de reconnaissance photographique de la RAF confirme que la cible a été lourdement endommagée : six grands entrepôts ont été détruits, au moins la moitié des bâtiments plus petits ont été endommagés ou détruits. La voie ferrée dans le site a été sévèrement touchée par des coups directs en plusieurs points et trois cratères de 90 pieds sont visibles depuis les airs.
La Rochefoucauld affirme aussi qu'il a été exfiltré par sous-marin de la côte de Berck près de Calais à la fin du mois de février 1944, alors que d'après les sources officielles, le SOE n'a mené aucune opération maritime à l'est de la Bretagne durant cette période.
Au sujet de son recrutement, La Rochefoucauld mentionne qu'Éric Piquet-Wicks, commandant de la Secction RF du SOE à l'époque, a repéré son potentiel en Espagne en novembre 1942, mais Piquet-Wicks n'est pas arrivé en Espagne avant le printemps 1944, quand il prit une fonction plus modeste à Madrid après avoir été soigné de la tuberculose.
Un dossier sur La Rochefoucauld conservé par le Service historique de la Défense (SHD) à Vincennes soulève une interrogation supplémentaire : dans une demande aux Forces Françaises de l'Intérieur pour la reconnaissance de son activité de Résistance, son état de service indique qu'il n'a pas voyagé en Espagne ou en Angleterre, ni rejoint le SOE ou aucun autre service secret.

## Réponses aux discordances
Cette section est partiellement ou en totalité issue de la section Answering the Discrepancies in La Rochefoucauld's account de l'article de Wikipedia en anglais intitulé Robert de La Rochefoucauld, dans sa version du 20 décembre 2018 :
La raison pour laquelle les missions de La Rochefoucauld n'apparaissent pas dans ‘SOE en France’ est que ce livre est une histoire de la section F du SOE. La Rochefoucauld était aligné sur la section R / F. De plus, son nom n'est pas retrouvé dans les archives du SOE en raison de la perte d'un nombre important de fichiers SOE lors d'un incendie désastreux survenu en 1946. Même l'auteur de ‘SOE en France’, M.R.D. Foot, dit que 7 / 8e des dossiers du SOE ont été perdus à cause de l'incendie et d’un nouvel élagage de la documentation détenue par les Archives nationales, Kew. De plus, ‘Le Saboteur’ cite les archives sur La Rochefoucauld de l'armée française, et l'armée lui demande, à l'automne 1944, de former d'autres cadets au parachutisme. Les registres de l'armée indiquent clairement que l'armée française savait que La Rochefoucauld était un saboteur avec une formation étrangère. Les archives de La Rochefoucauld citent son gestionnaire britannique secret, qui avait le nom de code, "Henri"'.
En référence au sabotage de Saint-Médard-en-Jalles, le rapport détaillé final relatif aux circuits SOE en France soumis en juin 1946 (juste avant sa fusion par le MI6) cite ce qui suit à la p. 75 : "Corps Franc Georges - Attaque de la poudrerie de Saint-Médard (15 jours hors service) ", ce qui soulève la question de l'étendue des dégâts causés par le raid de la RAF du 30 avril / 1er mai 1944, comme le London Times le rapporta avec tant d'enthousiasme le jour suivant. De même que les archives locales de Saint-Médard ne signalent aucun dommage matériel important à cette date.
En ce qui concerne l'absence de toute mention de ses activités en temps de guerre dans les formulaires personnellement remplis et soumis aux autorités françaises par La Rochefoucauld, cette omission aurait pu être le résultat d'une certaine réticence de La Rochefoucauld à révéler son association passée avec la section F britannique ou SOE compte tenu de l'opinion défavorable que de Gaulle avait sur les Britanniques en général et sur le SOE en particulier (Ray Argyle ‘The Paris Game’ -2014-).
En ce qui concerne le débarquement sous-marin, le livre de Kix, The Saboteur, cite un Motor Gun Boat, n ° 502, comme moyen pour La Rochefoucauld de s'échapper de la France (mais pas par Calais) et rentrer en Angleterre,.
Concernant Piquet Wicks, The Saboteur affirme que La Rochefoucauld a rencontré l'ambassadeur Samuel Hoare en Espagne, pas Piquet-Wicks. La Rochefoucauld a rencontré plus tard Piquet-Wicks à Londres.

## Mémoires
- Robert de La Rochefoucauld, La liberté, c'est mon plaisir (1940-1946), Paris, Perrin, 2002 (ISBN 2-262-01984-3, BNF 38909865).
- (en) Paul Kix, The Saboteur, The Aristocrat Who Became France's Most Daring Anti-Nazi Commando, New York, HarperCollins, 2018, p.226.

## Distinctions
- Chevalier de la Légion d'honneur, 1997
- Croix de guerre 1939–1945
- Médaille de la Résistance française (décret du 24 avril 1946)
- Distinguished Conduct Medal (DCM)[20].

## Sources
- Robert de La Rochefoucauld, Le Figaro, p. 17, 13 mai 2012
- Article Ouest-France lors de son décès.
- Décès de Robert de La Rochefoucauld, La Croix, 11 mai 2012
- "Count Robert de La Rochefoucauld", in The Telegraph, 10 juin 2012
- "Robert de La Rochefoucauld, Wartime Hero and Spy, dies at 88", Richard Goldstein, in New York Times, 9 juillet 2012
- Hubert de Beaufort, Le Libre blanc, Histoire de l'occupation de Bordeaux, chapitre : Robert de La Rochefoucauld : agent du SOE et Résistant parachuté à Bordeaux, Paris, 2001, en ligne.